# Pediobius fraternus
Pediobius fraternus is een vliesvleugelig insect uit de familie Eulophidae. De wetenschappelijke naam is voor het eerst geldig gepubliceerd in 1859 door Motschulsky.